# Omar Avilán
Omar Alejandro Avilán Mendoza (Guadalajara, Jalisco 29 de abril de 1977) es un exfutbolista mexicano, su posición fue delantero. Su último equipo fueron los Leones Negros

## Trayectoria
Excelente jugador de la cantera del Atlas de Guadalajara, debutando en la 1994-1995. En el Invierno 1998 pasó a Toros Neza y un año más tarde al Club de Fútbol Monterrey. En un principio de su etapa con rayados nunca destacó como se esperaba a pesar de tener calidad comprobada. Con Monterrey, aunque no es titular, se convierte en un jugador importante. Para el Apertura 2004 llega al Puebla Fútbol Club y en el Apertura 2006  es contratado por Querétaro Fútbol Club. En Liga de Ascenso vistió las camisetas de Coyotes de Sonora, Club Celaya, Tampico Madero Fútbol Club, Gallos de Caliente y Leones Negros de la UdeG club donde se retira.

### Clubes
| Club                       | País                | Año       | Partidos | Goles | Media |
| -------------------------- | ------------------- | --------- | -------- | ----- | ----- |
| Atlas Fútbol Club          | México              | 1993-1998 | 57       | 5     | 0.09  |
| Toros Neza                 | México              | 1998-1999 | 19       | 2     | 0.11  |
| C. F. Monterrey            | México              | 1999-2004 | 123      | 15    | 0.12  |
| Puebla F. C.               | México              | 2004-2005 | 27       | 2     | 0.07  |
| Coyotes de Sonora          | México              | 2005      | 18       | 5     | 0.28  |
| Gallos de Caliente         | México              | 2006      | 11       | 1     | 0.09  |
| Querétaro F. C.            | México              | 2006-2007 | 11       | 0     | 0     |
| Club Celaya                | México              | 2007-2008 | 12       | 5     | 0.42  |
| Tampico Madero F. C.       | México              | 2008-2009 | 1        | 0     | 0     |
| Universidad de Guadalajara | México              | 2010      | 4        | 0     | 0     |
| Total en su carrera        | Total en su carrera | 1994-2010 | 283      | 35    | 0.12  |

## Selección nacional
Hizo una aparición para la selección de fútbol de México, entrando como sustituto del segundo tiempo en un partido amistoso contra Ecuador el 5 de febrero de 1997 siendo su única convocatoria con el tri.
| # | Fecha                | Rival   | Sede   | Estadio     | Resultado | Competición |
| - | -------------------- | ------- | ------ | ----------- | --------- | ----------- |
| 1 | 5 de febrero de 1997 | Ecuador | Dallas | Cotton Bowl | 0 - 1     | Amistoso    |

## Palmarés
| Torneo  | Equipo    | País   | Año  |
| ------- | --------- | ------ | ---- |
| Liga MX | Monterrey | México | 2003 |